# 风险评估 (审计)
风险评估 (审计)（Risk assessment）是一个审计术语，是指审计师为了了解被审计者及其环境而实施的审计程序。审计师根据这些程序获取的审计证据评估重大不实表达风险。

## 风险评估 (审计)的程序
审计师在进行风险评估时，可以选用下列审计程序：
- 询问：询问的对象一般为被审计者的管理层，如总经理、财务负责人等，以及被审计者的其他内部人员，如出纳、仓库管理员等。询问的内容一般是被审计者面临的经济环境、自身的财务状况、涉及相关人员的内部控制制度的执行等。有时也可能询问外部专业人员以获取支持性的信息。
- 分析程序：分析程序通过分析财务数据与其他财务或非财务数据之间的关系对财务信息做出评价的程序，它是进行风险评估时必须使用的程序。例如审计师可是比较本期的毛利率和上期的毛利率以及行业平均毛利率已评价被审计者本期毛利率的真实性、合理性。
- 观察：观察的对象是：
  - 被审计者的生产经营活动和内部控制制度的执行；
  - 被审计者的经营场所和生产设备。
- 检查：检查的对象是文件、会计记录和内部控制制度规定，以及由被审计者管理层和治理层编制的报告。

观察和检查通常同时使用，并作为穿行测试。
审计师应当就自己获得的信息在项目组内讨论以更加全面的评估风险。

## 风险评估 (审计)的内容
风险评估 (审计)的内容包括：
- 被审计者的外部环境，包括行业状况、法律环境、监管环境及其他因素；
- 被审计者的性质，如所有权结构、治理结构、组织结构、经营活动内容、筹资及投资的内容等；
- 会计政策，包括被审计者采用的会计政策，会计政策的变更以及重大交易的处理方法；
- 被审计者的目标、及相关风险；
- 被审计者业绩的衡量，包括衡量的指标及衡量方式
- 被审计者的内部控制

## 风险评估 (审计)的方法
对于通过各种审计程序发现的错报风险，审计师应当对其进行识别和评估。
识别是指考虑错报风险对财务报表的影响水平，如果一项错报风险只能影响个别科目的认定，则这是一项认定层次的错报风险，如果一项错报风险可以影响整个财务报表，则这是一项报表层次的错报风险。
审计师还应识别一项错报风险是否重大以及可能导致财务报表发生重大错报的可能性。
审计师通过识别和评估全部已发现的错报风险，并通过自己的专业判断，得到被审计者财务报表重大错报风险水平。该水平可能是具体的百分比数值也可能是“高”、“中”、“低”等级别。

## 风险评估 (审计)的应用
审计师在进行了风险评估 (审计)之后，应当针对评估的财务报表层次的重大错报风险确定总体针对措施，并针对认定层次的重大错报风险设计和实施进一步审计程序，已将审计风险降低至可接受的低水平。